# Leisi (gemeente)
Leisi (Estisch: Leisi vald) is een voormalige gemeente in de Estlandse provincie Saaremaa. De gemeente telde 1987 inwoners (1 januari 2017) en had een oppervlakte van 349 km². Ze lag aan de noordkust van het eiland Saaremaa.
In oktober 2017 werden de twaalf gemeenten op het eiland Saaremaa, waaronder dus ook Leisi, in één gemeente verenigd: de fusiegemeente Saaremaa.

## Indeling
De hoofdplaats was Leisi, de enige plaats met de status van vlek (Estisch: alevik).
Andere nederzettingen in de gemeente waren:
Angla, Aru, Aruste, Asuka, Hiievälja, Jõiste, Kaisa, Karja, Koiduvälja, Koikla, Kopli, Külma, Laugu, Liiva, Linnaka, Linnuse, Lõpi, Luulupe, Mätja, Meiuste, Metsaääre, Metsküla, Moosi, Mujaste, Murika, Nava, Nihatu, Nõmme, Nurme, Õeste, Oitme, Paaste, Pamma, Pammana, Parasmetsa, Pärsama, Peederga, Pöitse, Poka, Purtsa, Räägi, Ratla, Roobaka, Selja, Soela, Täätsi, Tareste, Tiitsuotsa, Tõre, Triigi, Tutku, Veske, Viira.

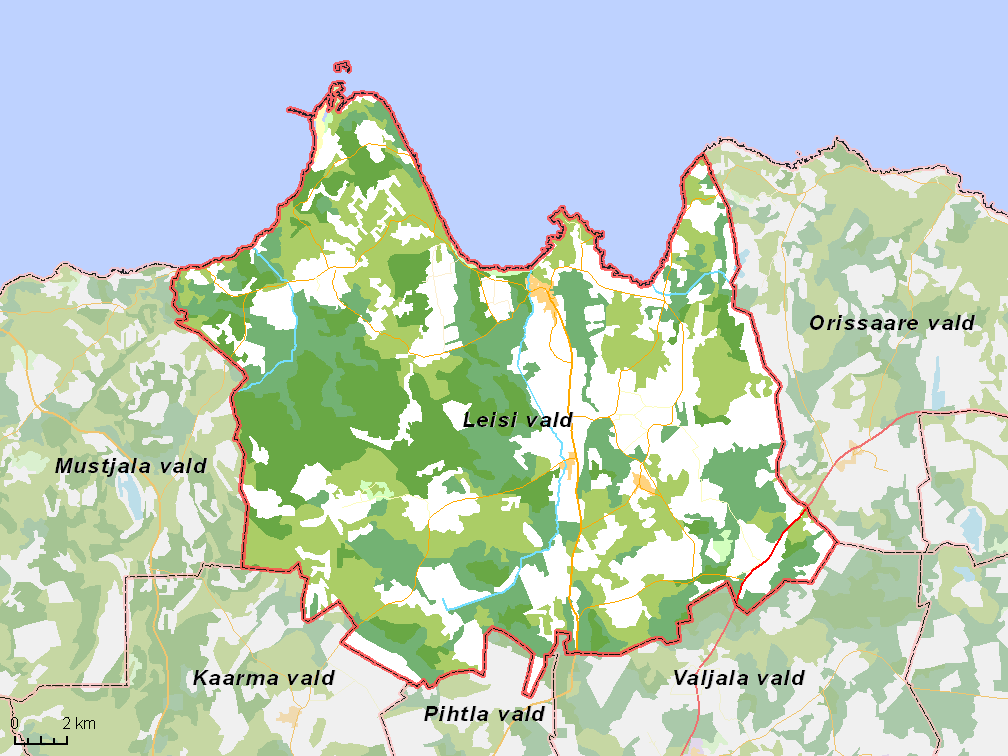
De gemeente met omliggende gemeenten, situatie begin 2014